# جون رسل جريج

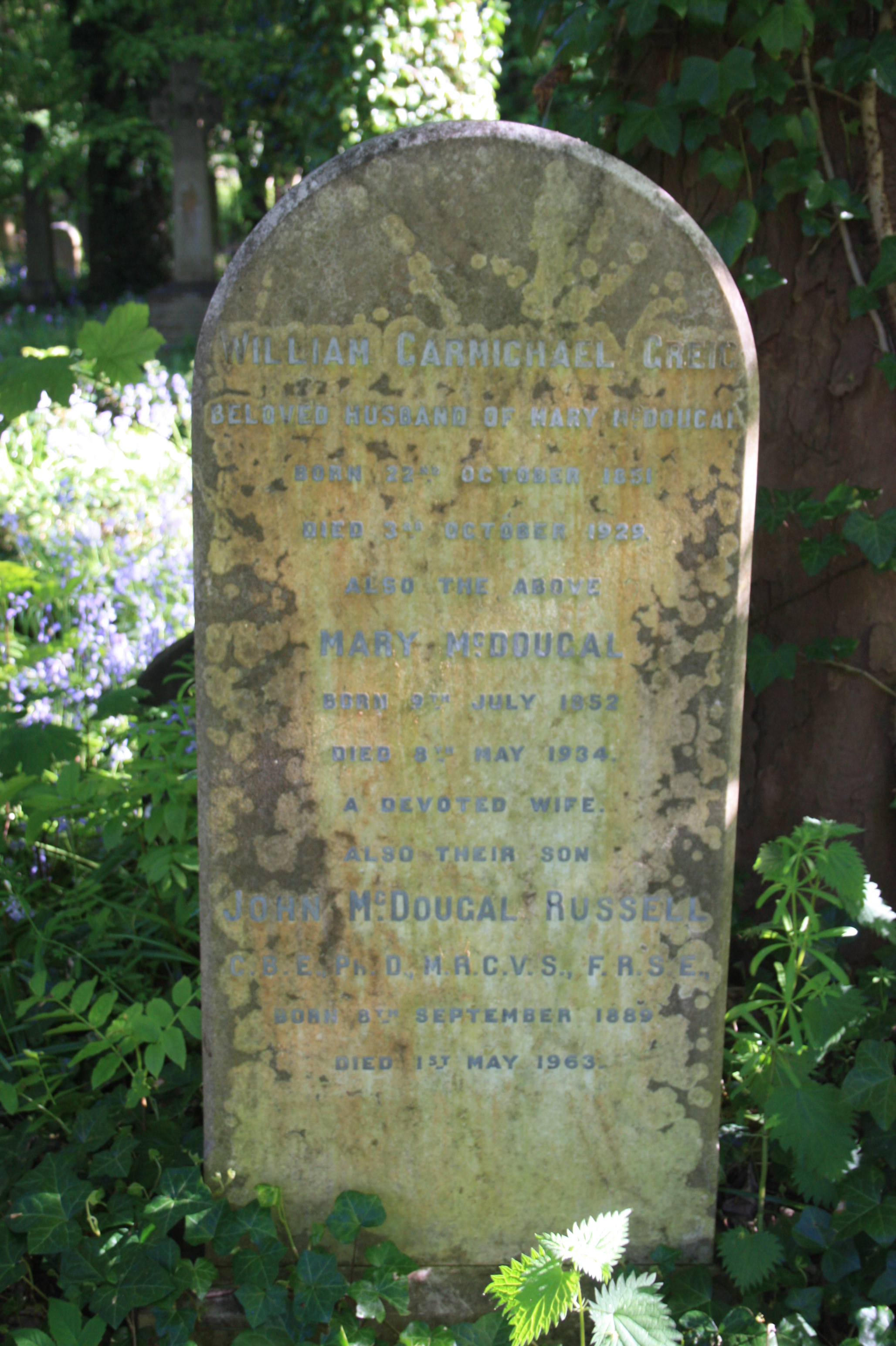
قبر جون رسل جريج، مقبرة واريستون

جون رسل جريج (بالإنجليزية: John Russell Greig)‏ (سبتمبر 1889 - مايو 1963) طبيب بيطري إسكتلندي، كان مدير لمعهد موريدان للأبحاث من 1930 إلى 1954. ويشتهر بتطوير العديد من القاحات الحيوانية الهامة: الإجهاض الحيواني المتوطن في النعاج والبردسة والداء القفزي، خلق عمله بشكل فعّال على الحليب «الحليب النظيف» لأول مرة في بريطانيا.